# René Hell
Pour les articles homonymes, voir Hell.
René Jules Legendre, dit René Hell, né à Orbec (Calvados) le 1er mai 1891 et mort à Paris (14e) le 11 octobre 1965, est un acteur français.

## Filmographie
- 1945 : Au petit bonheur de Marcel L'Herbier
- 1945 : Mission spéciale de Maurice de Canonge - film tourné en deux époques -
- 1946 : Le Cabaret du grand large de René Jayet
- 1946 : Martin Roumagnac de Georges Lacombe - Un ouvrier
- 1946 : Gringalet de André Berthomieu
- 1947 : Miroir de Raymond Lamy - Un gangster
- 1947 : Mandrin de René Jayet - film tourné en deux époques -
- 1947 : Route sans issue de Jean Stelli
- 1948 : Après l'amour de Maurice Tourneur - Le marchand de violettes
- 1948 : Cité de l'espérance de Jean Stelli - Gravier
- 1948 : Clochemerle de Pierre Chenal
- 1948 : L'Armoire volante de Carlo Rim - Le régisseur
- 1948 : Impasse des Deux-Anges de Maurice Tourneur - Le badeau à bicyclette
- 1948 : L'Ombre d'André Berthomieu
- 1948 : La Figure de proue de Christian Stengel - Le garde-chasse
- 1948 : Piège à hommes de Jean Loubignac - Jo la Pincette
- 1948 : Drôle de crime de Pierre Blondy - court métrage -
- 1948 : La Folle de minuit de Jean Loubignac - court métrage -
- 1948 : Meurtre à la clinique ou Crime à la clinique de Pierre Blondy - court métrage -
- 1948 : Monsieur Menu de Jean Loubignac - court métrage -
- 1949 : Cinq tulipes rouges de Jean Stelli
- 1949 : L'Ange rouge, de Jacques Daniel-Norman - Harpin
- 1949 : L'Inconnue n°13 de Jean-Paul Paulin - Le clochard
- 1949 : Le Cœur sur la main d'André Berthomieu - Un chanteur de la troupe
- 1949 : L'Homme aux mains d'argile de Léon Mathot - Un spectateur
- 1949 : Les Nouveaux Maîtres de Paul Nivoix
- 1949 : On n'aime qu'une fois de Jean Stelli - Le cabaretier
- 1949 : On ne triche pas avec la vie de René Delacroix et Paul Vandenberghe
- 1949 : Ronde de nuit de François Campaux - L'égoutier
- 1949 : La Souricière d'Henri Calef - Un inspecteur
- 1949 : La Voyageuse inattendue de Jean Stelli - Adrien
- 1949 : Un coup dur de Jean Loubignac - court métrage - Honoré
- 1950 : Rome-Express de Christian Stengel - Le manager
- 1950 : La Marie du port de Marcel Carné - Un consommateur
- 1950 : Juliette ou la Clé des songes de Marcel Carné - Un homme du village
- 1950 : Le Gang des tractions-arrière de Jean Loubignac - Un gangster
- 1950 : Rendez-vous avec la chance de Emile-Edwin Reinert - Un turfiste
- 1950 : L'Étrange Madame X de Jean Grémillon - Un ouvrier
- 1950 : Folie douce de Jean-Paul Paulin
- 1950 : L'Inconnue de Montréal de Jean Devaivre
- 1950 : Passion de Georges Lampin - Le bistrot
- 1950 : Les Raisons de Piedalu de Jean Loubignac - court métrage -
- 1951 : Caroline chérie de Richard Pottier -  Le cocher
- 1951 : Les Deux Gamines de Maurice de Canonge -  Un inspecteur
- 1951 : Les Petites Cardinal de Gilles Grangier -  Le bonapartiste
- 1951 : Le Vrai Coupable de Pierre Thévenard - Un clochard
- 1951 : Mammy de Jean Stelli - Le vendeur de journaux
- 1950 : Mon ami le cambrioleur de Henri Lepage -  L'homme volé
- 1951 : Pas de pitié pour les femmes de Christian Stengel - Un joueur de bonneteau
- 1951 : Quai de Grenelle de Emile-Edwin Reinert - L'hôtelier
- 1951 : Anatole chéri de Claude Heymann - Le docteur
- 1951 : Piédalu à Paris de Jean Loubignac - Le notaire
- 1951 : Sans laisser d'adresse de Jean-Paul Le Chanois - Un journaliste
- 1951 : Trois Télégrammes d'Henri Decoin - Le facteur
- 1951 : Le Crime du Bouif d'André Cerf
- 1951 : Foyer perdu de Jean Loubignac
- 1951 : Ils étaient cinq de Jack Pinoteau
- 1951 : Ils sont dans les vignes de Robert Vernay
- 1951 : Le Plaisir de Max Ophüls -  Le garde-champêtre, dans le sketch : La maison Tellier
- 1951 : Victor de Claude Heymann - Le geôlier responsable des libérables
- 1951 : Le Vrai Coupable de Pierre Thévenard - Un clochard
- 1952 : Poil de carotte de Paul Mesnier - L'adjoint
- 1952 : Monsieur Leguignon lampiste de Maurice Labro - Un homme à la vente aux enchères
- 1952 : La Maison dans la dune de Georges Lampin
- 1952 : La Fête à Henriette de Julien Duvivier - Le chauffeur
- 1952 : L'Ennemi public numéro un d'Henri Verneuil - L’ancien
- 1952 : La Môme vert-de-gris de Bernard Borderie - Un inspecteur
- 1952 : Piedalu fait des miracles de Jean Loubignac
- 1952 : Un trésor de femme de Jean Stelli
- 1952 : Violettes impériales de Richard Pottier
- 1953 : La Chair et le diable de Jean Josipovici
- 1953 : Crainquebille de Ralph Habib
- 1953 : La nuit est à nous de Jean Stelli
- 1953 : Virgile de Carlo Rim - Un typographe
- 1953 : Touchez pas au grisbi de Jacques Becker - Un consommateur chez Bouche
- 1954 : Le Vicomte de Bragelonne (Il Visconte di Bragelonne) de Fernando Cerchio - Un paysan
- 1954 : Du rififi chez les hommes de Jules Dassin - Un camelot
- 1955 : Les Aristocrates de Denys de La Patellière - Paul
- 1955 : Les Aventures de Gil Blas de Santillane de René Jolivet
- 1955 : Coup dur chez les mous de Jean Loubignac
- 1955 : Je suis un sentimental de John Berry - René les Binocles
- 1955 : Si Paris nous était conté de Sacha Guitry
- 1955 : Voici le temps des assassins de Julien Duvivier - Le garde-champêtre
- 1955 : Crime et Châtiment de Georges Lampin - Un consommateur
- 1956 : Les Aventures de Gil Blas de Santillane de René Jolivet
- 1956 : Je reviendrai à Kandara de Victor Vicas
- 1956 : La Loi des rues de Ralph Habib
- 1956 : Paris palace hôtel de Henri Verneuil - Un client du réveillon surprise
- 1956 : La Traversée de Paris de Claude Autant-Lara - Le père de Jambier
- 1956 : Les carottes sont cuites de Robert Vernay
- 1956 : Le Sang à la tête de Gilles Grangier - Le chauffeur des "Cardinaud"
- 1956 : Les Truands de Carlo Rim - Le voleur à la tire
- 1956 : Mitsou de Jacqueline Audry
- 1956 : Papa, maman, ma femme et moi... de Jean-Paul Le Chanois - Un homme à l'hôtel
- 1957 : Ce joli monde de Carlo Rim - Un homme de la bande à Joseph
- 1957 : Comme un cheveu sur la soupe de Maurice Regamey - L'homme blessé au commissariat
- 1957 : Les Fanatiques d'Alex Joffé
- 1957 : La Garçonne de Jacqueline Audry
- 1957 : Mimi Pinson de Robert Darène
- 1957 : Le rouge est mis de Gilles Grangier -  La grenouille, le serveur du bistrot
- 1957 : Les Aventures d'Arsène Lupin de Jacques Becker -  Le balayeur
- 1957 : Que les hommes sont bêtes de Roger Richebé
- 1957 : La Route joyeuse - "The happy road" de Gene Kelly - Un gendarme
- 1958 : Le Miroir à deux faces d'André Cayatte - L'autre concierge de l'école
- 1958 : Tamango de John Berry
- 1958 : Le Désordre et la Nuit de Gilles Grangier - Le crieur de journaux
- 1959 : Les Affreux de Marc Allégret
- 1959 : Maigret et l'Affaire Saint-Fiacre de Jean Delannoy - Un typographe
- 1959 : Un témoin dans la ville de Édouard Molinaro - « Grand-père »
- 1960 : Le Baron de l'écluse de Jean Delannoy - Un client de l’auberge
- 1960 : La Famille Fenouillard d'Yves Robert
- 1960 : Les Tortillards de Jean Bastia - L'annonceur du spectacle
- 1960 : Les Vieux de la vieille de Gilles Grangier - Un consommateur
- 1961 : La Belle Américaine de Robert Dhéry et Pierre Tchernia
- 1961 : Le cave se rebiffe de Gilles Grangier Le vieil employé du garage
- 1961 : Le Couteau dans la plaie de Anatol Litvak
- 1961 : Tout l'or du monde de René Clair et Claude Pinoteau
- 1962 : Jusqu'à plus soif de Maurice Labro - Gustave Berlu
- 1962 : L'inspecteur Leclerc enquête de Pierre Badel, épisode : Preuve à l'Appui, série TV
- 1962 : Le Gentleman d'Epsom de Gilles Grangier - Un joueur
- 1962 : Un singe en hiver d'Henri Verneuil - Un habitué du café
- 1962 : Les Veinards de Jack Pinoteau dans le sketch Le gros lot
- 1963 : Carambolages de Marcel Bluwal - Monsieur Martin, père
- 1964 : Comment épouser un premier ministre de Michel Boisrond